# American Gothic (série télévisée, 1995)
Pour les articles homonymes, voir American Gothic.
American Gothic – ou Trinity au Québec – est une série télévisée américaine en 22 épisodes de 44 minutes, créée par Shaun Cassidy et dont seulement 18 épisodes ont été diffusés entre le 22 septembre 1995 et le 11 juillet 1996 sur le réseau CBS.
En France, la série a été diffusée entre le 13 novembre 1997 et le 12 mars 1998 sur 13ème rue puis rediffusée sur Syfy, et au Québec à partir d'octobre 2005 sur Mystère.

## Synopsis
L'histoire se déroule dans la ville fictive de Trinity en Caroline du Sud. Les bases de la série tournent autour d'un shérif nommé Lucas Buck et d'un jeune enfant nommé Caleb Temple, un lourd secret lie les deux personnages. Le shérif au lieu de faire régner la loi, est un tueur et un violeur. L'une de ses victimes est la mère de Caleb, qu'il a violée devant les yeux de sa fille aînée Merlyn Temple. Ce qui traumatisera à jamais Merlyn, qui s'enfermera dans une sorte de mutisme, retirée du reste du monde. À la suite de ce viol, Caleb vient au monde. Cela poussera sa mère à se suicider.
Gail Emory est la cousine de Caleb, elle est journaliste dans une autre ville, elle a passé son enfance à Trinity, elle y revient dans le but de s'occuper de Caleb et de découvrir la vérité sur la mort de ses parents.
Le shérif Lucas Buck règne d'une main de fer sur la petite ville de Trinity, en Caroline du Sud. Personnage diabolique doté de pouvoirs surnaturels, il fait de la vie de ses concitoyens qui lui désobéissent un enfer… quand il ne les fait pas disparaître. Il prend aussi en charge l'éducation de Caleb, à qui il compte bien inculquer sa façon de voir les choses…

## Distribution

### Acteurs principaux
- Gary Cole (VF : Hervé Jolly) : Le shérif Lucas Buck
- Lucas Black (VF : Hervé Rey) : Caleb Temple
- Paige Turco (VF : Françoise Cadol) : Gail Emory (19 épisodes)
- Nick Searcy (VF : Jean Roche) : Le shérif adjoint Ben Healy (18 épisodes)
- Brenda Bakke (VF : Gaëlle Savary) : Selena Coombs (18 épisodes)
- Sarah Paulson (VF : Barbara Tissier) : Merlyn Temple (18 épisodes)
- Jake Weber (VF : Pierre Laurent) : Dr Matt Crower (15 épisodes)

### Acteurs secondaires
- Chris Fennell (VF : Natacha Gerritsen) : Boone Mackenzie (9 épisodes)
- John Mese (VF : Emmanuel Karsen) : Dr Billy Peale (7 épisodes)
- Tina Lifford (en) (VF : Catherine Hamilty) : Loris Holt (4 épisodes)
- Michael Burgess : Dan Truelane (4 épisodes)
- Sonny Shroyer (VF : Jean-Claude Robbe) : Gage Temple (2 épisodes)

 Source et légende : version française (VF) sur RS Doublage

## Épisodes
CBS n'a pas diffusé les épisodes dans l'ordre de production. La liste suivante est dans un ordre suggéré de visionnement.
1. La Vérité (American Gothic)
2. L'Arbre de la résurrection (A Tree Grows in Trinity)
3. Le Reflet du miroir (Eye of the Beholder)
4. Le Ferrailleur (Damned if You Don't)
5. La Morte vivante (Dead to the World)
6. Le Topinambour (Potato Boy)
7. Les Carnassiers (Meet the Beetles)
8. Œil pour œil (Strong Arm of the Law)
9. Aller-retour en enfer (To Hell and Back)
10. La Leçon de Lucas (The Beast Within)
11. Résurrection (Rebirth)
12. Amours incendiaires (Ring of Fire)
13. Le Pays des ombres (Resurrector)
14. Inhumanitas (Inhumanitas)
15. La Semeuse (The Plague Sower)
16. Le Cycle diabolique (Doctor Death Takes a Holiday)
17. La Leçon de maître Buck (Learning to Crawl)
18. L'Ultime Adieu (Echo of Your Last Goodbye)
19. Équation à une inconnue (Triangle)
20. L'Étrangleur de Boston (The Strangler)
21. Lucas Buck se repose [1/2] (The Buck Stops Here [1/2])
22. Requiem [2/2] (Requiem [2/2])

## Commentaires
Se référant souvent à la Bible, cette curieuse série fantastique est une sorte de parabole sur le Bien et le Mal. Victime de la censure des chaînes télévisées américaines, elle n'a connu qu'une seule saison qui n'a d'ailleurs pas été entièrement diffusée.
La série est produite par Sam Raimi, le réalisateur de Evil Dead et a été créé par Shaun Cassidy, futur créateur de la série télévisée Invasion. Comme dans certaines séries produites par Raimi, tels que Xena, la guerrière, la musique de la série est composée par Joseph LoDuca.

## DVD
L'intégrale de la série est sortie en coffret 6 DVD, éditée par Elephant Films le 27 novembre 2019.